# حجر صلب

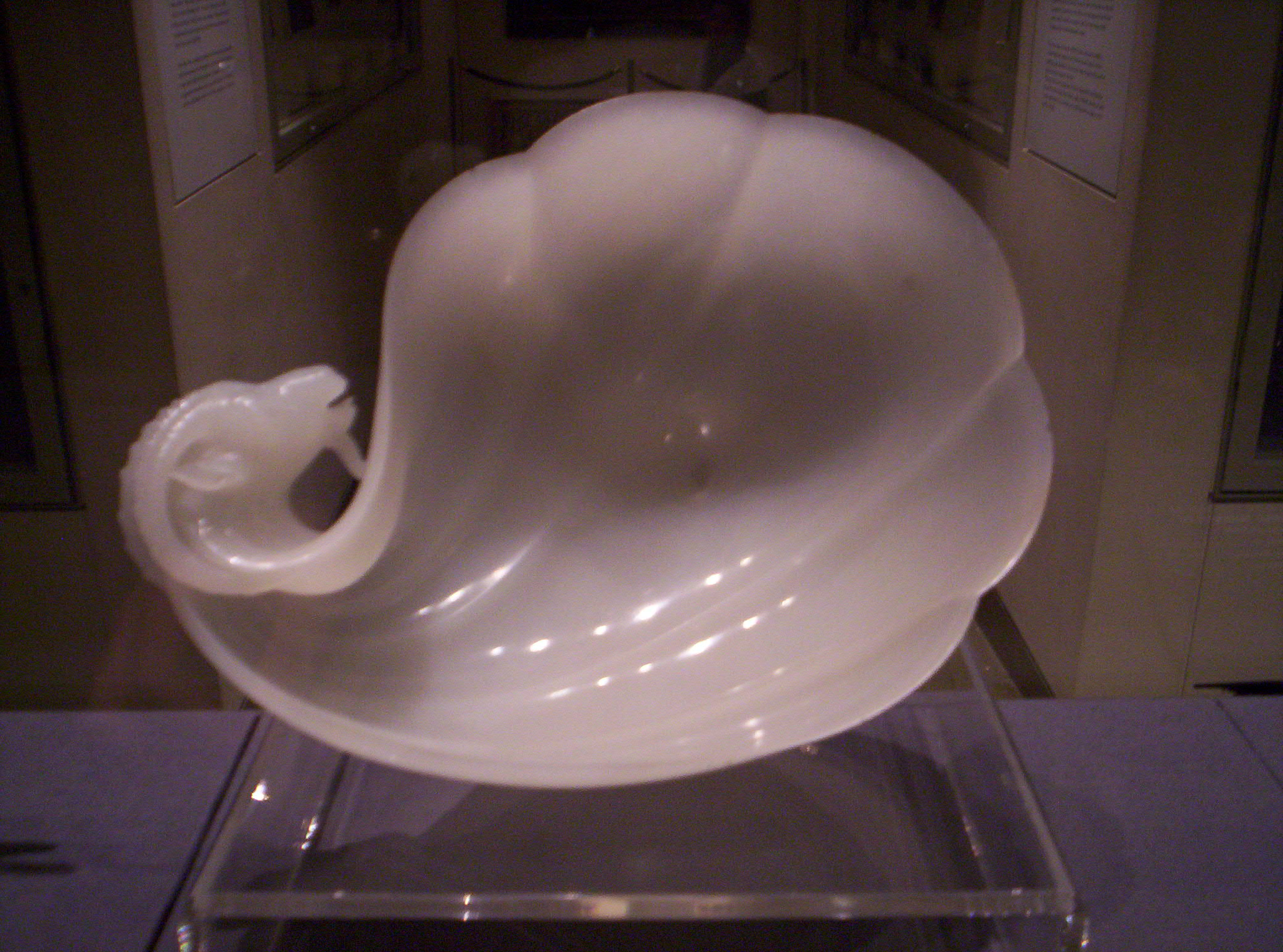
اليشب حجر صلب قديم، وهو مُستخدَم في هذه الصورة في صنع كأس النبيذ الخاص بالإمبراطور المغولي، شاه جهان.

إن الحجر الصلب مصطلح غير علمي يُستخدَم عادةً في الفنون الزخرفية وعلم الآثار. ويحمل معنى مشابهًا لمعنى الأحجار شبه الكريمة، أو الكريمة. ومن ثم، فإن هذا المصطلح لا يشمل أحجار البناء شديدة الصلابة، مثل الجرانيت، وإنما يقتصر فقط على الأحجار الصلبة بعض الشيء والجذابة في الوقت نفسه؛ أي التي يمكن استخدامها في صنع المجوهرات. ونحت الأحجار الصلبة هو نحت الأبعاد الثلاثة للأحجار شبه الكريمة، مثل اليشب، والعقيق، والجزع، والبلور الصخري (المرو)، والعقيق الأحمر والكارنيليان، لأغراض فنية. كما أنه مصطلح عام يُستخدَم لوصف شيء صُنِع على هذا النحو. تشمل كذلك أساليب الترصيع ثنائي الأبعاد المُستخدَم في الأرضيات والأثاث والحوائط كلاً من تقنية «بيترا ديور»، و«أوبوس سيكتيل» (تقنية رومانية قديمة)، و«الكوزماتيسك». وتعتمد هذه التقنيات على ترصيع قطع الأحجار الصلبة في خلفية من الرخام أو أي نوع آخر من أحجار البناء.
وتعريف «الأحجار الصلبة» ليس جامدًا، لكنه يستبعد الأحجار «غير القاسية»، مثل الحجر الصابوني (إستيتيت)، والمعادن، مثل المرمر (الأباستار)، وهي العناصر التي يشيع استخدامها في أعمال النحت. أما المعادن العضوية الصلبة، مثل الكهرمان والكهرمان الأسود، فيشملهما تعريف الأحجار الصلبة، بالإضافة أيضًا إلى السبج، وهو من أشباه المعادن. ومن الناحية الجيولوجية، أغلب الأحجار الكريمة المصنوعة في الغرب مشتقة من أنواع الكوارتز (المرو)، بما في ذلك: العقيق الأبيض، والعقيق، والجمشت، والعقيق الأحمر، الجزع، والكارنيليان، والهليوتروب (حجر الدم)، واليشب، والكوارتز في صورته غير الملونة المعروفة باسم البلور الصخري. ولا تزيد درجة الكوارتز على مقياس موس لصلادة المعادن عن 7، وتقل عن ذلك مع وجود الشوائب. وجدير بالذكر أن الأحجار المُستخدَمة عادةً في المباني والمنحوتات الكبيرة لا تُستخدَم في الغالب في المنتجات الصغيرة، مثل الأوعية، وإن كان ذلك يحدث أحيانًا.
ومصطلح «الأحجار الكريمة» مشتق من الترجمة الحرفية لصيغة الجمع الإيطالية pietre dure، والتي تشمل في اللغة الإيطالية جميع أعمال نحت الأحجار الصلبة. أما صيغة المفرد التي أُضفِيَ عليها الطابع الإنجليزي، [pietra dura، فتُستخدَم في اللغة الإنجليزية للإشارة إلى أعمال ترصيع الأحجار متعددة الألوان، وبخاصة استخدام الرخام بنفس قدر استخدام الأحجار شبه الكريمة، الأمر الذي تخصصت فيه فلورنسا بدءًا من عصر النهضة. ويُستخدَم مصطلح "Pietre dure" أحيانًا (ويُكتَب عادةً بحروف مائلة) لوصف المنحوتات الصغيرة والأوعية الأوروبية أو الإيطالية التي يعود تاريخها إلى الحقبة الزمنية ذاتها.